# Sylwester Gajewski
Sylwester Gajewski (ur. 15 grudnia 1950) – polski polityk, rolnik, senator II i III kadencji.

## Życiorys
Jest absolwentem Technikum Mechanizacji Rolnictwa w Tczewie (z 1969). Do 1974 pracował w Państwowym Ośrodku Maszynowym. W 1976 zaczął prowadzić gospodarstwo rolne specjalizujące się w hodowli drobiu w Gruszczycach (zrzeszone w Krajowej Radzie Drobiarstwa).
W 1970 wstąpił do Zjednoczonego Stronnictwa Ludowego, następnie został członkiem Polskiego Stronnictwa Ludowego. Z ramienia tej partii w latach 1991–1997 sprawował mandat senatora II i III kadencji, wybranego w województwie sieradzkim (w III kadencji przewodniczył Komisji Rolnictwa). W 1997 nie uzyskał mandatu i wycofał się z bieżącej polityki.
W 2007 zasiadł w zarządzie Federacji Związków Pracodawców – Dzierżawców i Właścicieli Rolnych. Członek Agro Biznes Klubu.
Odznaczony Krzyżem Kawalerskim Orderu Odrodzenia Polski (1999).